# العلاقات التشادية الماليزية
العلاقات التشادية الماليزية هي العلاقات الثنائية التي تجمع بين تشاد وماليزيا.

## مقارنة بين البلدين
هذه مقارنة عامة ومرجعية للدولتين:
| وجه المقارنة                                              | تشاد                      | ماليزيا       |
| --------------------------------------------------------- | ------------------------- | ------------- |
| المساحة (كم2)                                             | 1.28 مليون                | 330.29 ألف    |
| عدد السكان (نسمة)                                         | 15.23 مليون               | 31.62 مليون   |
| الكثافة السكانية (ن./كم²)                                 | 11.9                      | 95.73         |
| العاصمة                                                   | انجمينا                   | كوالالمبور    |
| اللغة الرسمية                                             | لغة فرنسية، اللغة العربية | لغة ماليزية   |
| العملة                                                    | فرنك وسط أفريقي           | رينغيت ماليزي |
| الناتج المحلي الإجمالي (بليون دولار)                      | 9.98 مليار                | 314.50 مليار  |
| الناتج المحلي الإجمالي (تعادل القوة الشرائية) بليون دولار | 30.54 مليار               | 817.43 مليار  |
| الناتج المحلي الإجمالي الاسمي للفرد دولار أمريكي          | 775                       | 9.77 ألف      |
| الناتج المحلي الإجمالي للفرد دولار أمريكي                 | 2.18 ألف                  | 25.64 ألف     |
| مؤشر التنمية البشرية                                      | 0.392                     | 0.779         |
| رمز المكالمات الدولي                                      | +235                      | +60           |
| رمز الإنترنت                                              | .td                       | .my           |
| المنطقة الزمنية                                           | ت ع م+01:00               | ت ع م+08:00   |

## منظمات دولية مشتركة
يشترك البلدان في عضوية مجموعة من المنظمات الدولية، منها:
| علم المنظمة | اسم المنظمة                               | تاريخ انضمام تشاد | تاريخ انضمام ماليزيا |
| ----------- | ----------------------------------------- | ----------------- | -------------------- |
|             | مؤسسة التنمية الدولية                     | 7 نوفمبر 1963     | 24 سبتمبر 1960       |
|             | يونسكو                                    | 19 ديسمبر 1960    | 16 يونيو 1958        |
|             | وكالة ضمان الاستثمار متعدد الأطراف        | 11 يونيو 2002     | 6 ديسمبر 1991        |
|             | الأمم المتحدة                             | 20 سبتمبر 1960    | 17 سبتمبر 1957       |
|             | الاتحاد البريدي العالمي                   | ?                 | ?                    |
|             | البنك الدولي للإنشاء والتعمير             | 10 يوليو 1963     | 7 مارس 1958          |
|             | منظمة التعاون الإسلامي                    | ?                 | ?                    |
|             | منظمة حظر الأسلحة الكيميائية              | ?                 | ?                    |
|             | الاتحاد الدولي للاتصالات                  | 25 نوفمبر 1960    | 3 فبراير 1958        |
|             | مؤسسة التمويل الدولية                     | 2 أبريل 1998      | 20 مارس 1958         |
|             | المركز الدولي لتسوية المنازعات الاستشارية | 14 أكتوبر 1966    | 14 أكتوبر 1966       |
|             | منظمة التجارة العالمية                    | ?                 | ?                    |
|             | منظمة الشرطة الجنائية الدولية             | ?                 | ?                    |

## وصلات خارجية
- موقع وزارة الخارجية الماليزية